# 威霍肯 (新泽西州)
威霍肯 是美国新泽西州哈德逊郡的一个城市。 根据2010年美国人口普查，威霍肯拥有人口12,554人。 

## 名称
威霍肯这个名字一般被认为来自于勒纳佩阿尔冈昆语族。 它可以被被解释为"玉米地"，"海鸥之地","像树的岩石"或"结束"。

## 历史
威霍肯于1859年3月15日由新泽西州议会成立为市。在1874年一部分被割让给霍博肯。 1879年从西霍博肯吞并了一部分地区。

## 地理
威霍肯是纽约都会区的一部分。 坐落在哈德逊河的西岸，与曼哈顿中城隔水相望,是林肯隧道西端的所在地。
根据 美国人口调查局，该市总面积为1.477平方英里(3.826 公里2)，包括0.796平方英里(2.063 公里2)土地和0.681平方英里(1.764 公里2)水面(46.10%).
威霍肯的人口密度大约相当于泽西市，是美国人口密度最高的城市之一。 